# Zakia Khudadadi
Zakia Khudadadi (paschtunisch ذکیه خدادادی; geboren am 29. September 1998 in Herat (Afghanistan)) ist eine afghanische Taekwondoin, die 2024 für das Flüchtlingsteam Geschichte schrieb, als sie bei den Sommer-Paralympics in Paris die Bronzemedaille bei den Wettkämpfen K44 in ihrer Gewichtskategorie gewann.

## Leben und Karriere
Zakia Khudadadi wurde im Nordwesten Afghanistans geboren und kam ohne Unterarm zur Welt. Mit 11 Jahren begann sie heimlich, Taekwondo zu lernen. Sieben Jahre später, mit 18 Jahren, war sie die erste Afghanin, die bei einem internationalen Taekwondo-Wettbewerb siegte.
Sie nahm an den Paralympischen Sommerspielen 2020 in Tokio teil, die wegen der COVID-19-Pandemie erst 2021 stattfanden, kam aber erst mit der Unterstützung mehrerer internationalen Institutionen verspätet in Tokio an, nachdem sie von ihrer Heimat nach Paris evakuiert worden war. Vorher hatte sie sich in einem Video an die Öffentlichkeit gewendet und um Unterstützung gebeten, um in Tokio dabei sein zu können.
Bei den Wettkämpfen der Kategorie K44 bis 49 kg erreichte sie bei den Paralympics den neunten Platz und wurde bei der Abschlussfeier Fahnenträgerin von Afghanistan. Da die Taliban-Regierung in ihrem Heimatland an der Macht war und Sportausübung für Frauen untersagt wurde, ging sie anschließend als Flüchtling nach Frankreich. Dort trainiert sie in Paris im Französischen Nationalen Sportinstitut mit der französischen Trainerin Haby Niare, die selbst Taekwondo Weltmeisterin war.
Durch den ersten Platz in den Para-Europameisterschaften von Rotterdam (2023) in der Kategorie K 44 bis 47 kg qualifizierte sie sich für die Paralympics 2024 in Paris. Sie gehörte dabei dem Flüchtlingsteam an und konnte in ihrer Kategorie K 44 bis 47 kg nach einem Sieg beim Repechage über die Türkin Nurcihan Ekinci mit 9:1 auch den Kampf um die Bronzemedaille gegen die Marokkanerin Naoual Laarif für sich entscheiden, als diese sich vom Kampf zurückzog. So gewann sie die erste Medaille überhaupt für das Refugee Team bei Paralympischen Spielen. Ihren Sieg widmete sie den Frauen Afghanistans und allen Flüchtlingen. Bei der Abschlussfeier von Paris wurde sie Fahnenträgerin des Flüchtlingsteams.
Für ihre außergewöhnliche Leistung im Sport und die erste Medaille des Flüchtlingsteams wurde sie 2024 vom BBC auf die Liste der 100 Women BBC, der 100 einflussreichsten und inspirierendsten Frauen des Jahres aufgenommen.
Zakia Khudadadi spricht fließend Französisch.